# Orthacris elongata
Orthacris elongata är en insektsart som beskrevs av Kevan, D.K.M. 1953. Orthacris elongata ingår i släktet Orthacris och familjen Pyrgomorphidae. Inga underarter finns listade i Catalogue of Life.